# جنرال اليكتريك تي إف 39
جنرال اليكتريك تي إف 39 (بالإنجليزية: General Electric TF39)‏ محرك نفاث من عائلة المحركات التوربينية المروحية عالية الالتفافية تنتجه شركة جنرال الكتريك للطيران الأمريكية.صنع لتشغيل شركة لوكهيد سي-5 غالاكسي، وهو أول محرك مروحي توربيني نفاث عالي الطاقة وعالي الالتفافية. وقد طور محرك تي إف 39 لتخرج منه سلسلة محركات جنرال الكتريك سي إف 6 الشهيرة، والتي شكلت أساس محرك جنرال الكتريك إل إم 2500 (LM2500) التوربنيي الغازي المخصص للاستخدامات الصناعية والبحرية.

## التطوير
في عام 1964، فتحت القوات الجوية الأمريكية «برنامج CX-X» والذي تنوي فيه إنتاج الجيل المقبل من طائرات الشحن (airlifter) الاستراتيجي. وكاقتراحات للمشروع فأنه تم تقديم عدة هياكل طائرات ومحركات من شركات مختلفة للنظر فيها، وقد تم اختيار طائرة لوكهيد المقترحة ومحرك جنرال إلكتريك المقترح للتصميم الجديد في عام 1965.
وكان المحرك المروحي التوربيني العالي الالتفافية قفزة هائلة في أداء المحرك، حيث يقدم قوة دفع تبلغ من 43000 رطل، في حين تحسين كفاءة استهلاك الوقود بنسبة 25٪ تقريبا. ومحرك تي إف 39 يملك نسبة التفافية 8 إلى 1، ونسبة ضاغط الضغط 25 إلى 1، ودرجة حرارة التوربينات 2,500 °F (1,370 °C) عن طريق تقنية تبريد الهواء القسري المتقدمة. وأجري الاختبار الأول للمحرك في عام 1965. وبين عامي 1968 و1971، تم إنتاج 463 محرك من طراز تي إف 39-1-1إيه (TF39-1-1A)، تم تسليمها إلى لدفع أسطول لوكهيد سي-5 غالاكسي.

## التصميم

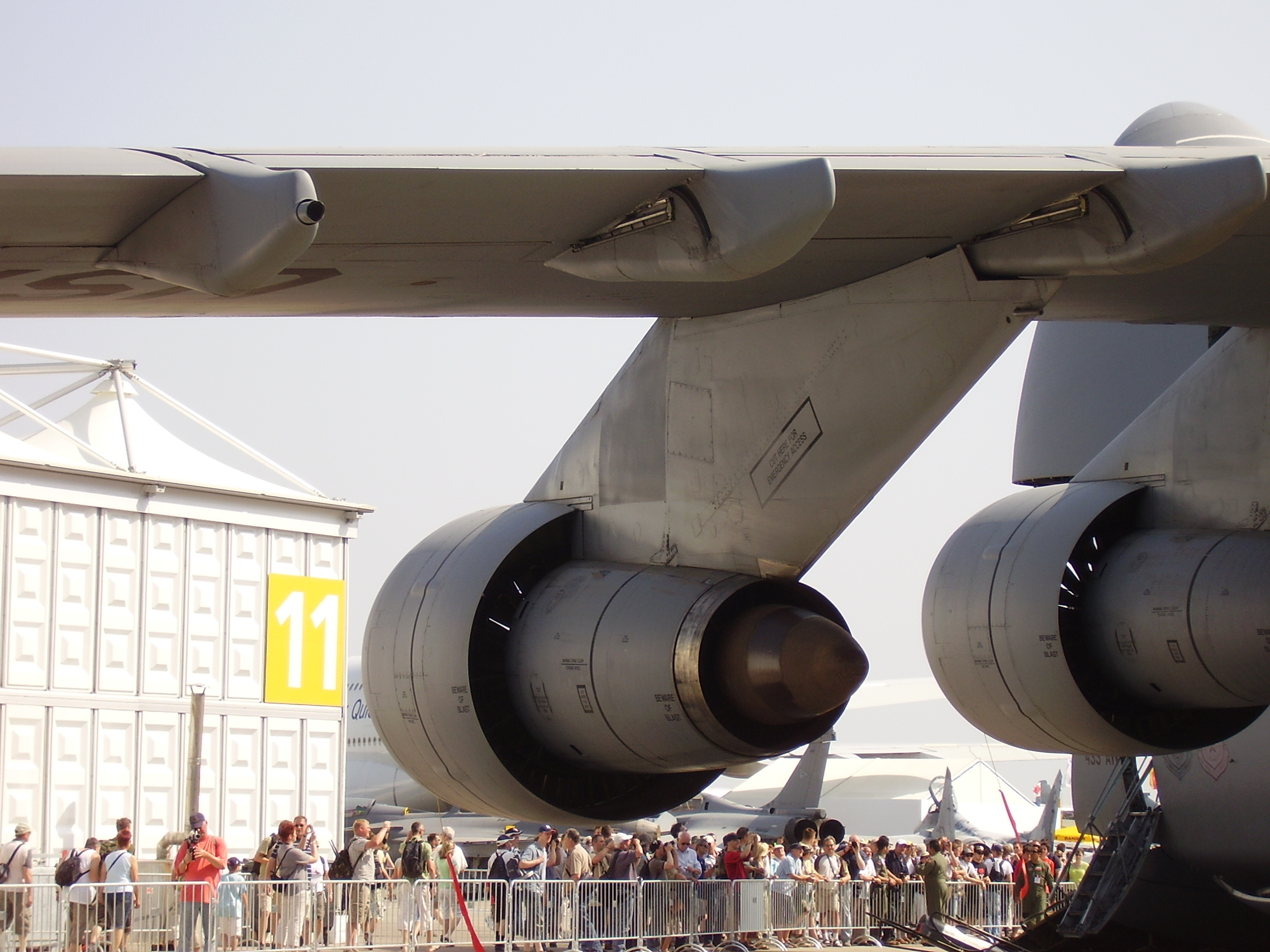
منظر خلفي لمحرك تي إف 39 على طائرة لوكهيد سي-5 غالاكسي

أعتبرتي إف 39 محرك ثوري في عالم المحركات في الستينات. وأعطى قوة دفع تبلغ من 41,000 إلى 43,000 رطل (191 إلي 205 كيلو نيوتن). وكان يستخدم قدرا كبيرا من الميزات التكنولوجية الجديدة آنذاك مثل:
- شفرات المروحة ذات 1 ½ مرحلة (فريدة من نوعها لمحركتي إف 39).
- 08:01 نسبة الالتفافية.
- دوارات ذات متغير ثابت.
- توربينات مجهزة بتقنية تبريد متقدمة.
- كفاءة أفضل في استهلاك الوقود من أي من المحركات المتاحة في ذلك الوقت.
- عاكسات دفع (thrust reversers) من النوع المندفع.

## الاستخدامات
- لوكهيد سي-5إيه/بي/سي غالاكسي

## المواصفات
مواصفات الطراز تي إف 39-1سي 
البيانات من:

### الخصائص العامة
- نوع: المروحي
- طول: 312 بوصة (792 سم)
- قطر: 97 بوصة (246 سم)
- الوزن الجاف: 8000 رطل (3630 كجم)

### المكونات
- ضاغط: محوري، 1 مروحة المرحلة، 5 مرحلة انخفاض ضغط ضاغط، 16 المرحلة ضاغط الضغط العالي
- الاحتراق: حلقي
- التوربين: المحورية، 2 مرحلة عالية توربينات الضغط، 6 مرحلة منخفضة توربينات الضغط.

### الأداء
- أقصى قوة الدفع: 43,300 رطل (193 كيلو نيوتن)
- نسبة الضغط الكلي: 25:1
- استهلاك الوقود: ~ £ 1549 / ثانية (702.6كغم / S)
- محددة استهلاك الوقود: £ 0,313 / باوند ساعة
- نسبة قوة الدفع إلى الوزن: 5.4:1

## قوائم ذات صلة
- قائمة محركات الطائرات

## وصلات خارجية
- موقع محرك جنرال اليكتريك تي إف 39